# Dues peces per a octet de corda
Dues peces per a octet de corda, op. 11, va ser compost per Dmitri Xostakóvitx entre el 1924 i 1925. Va ser estrenat el 9 de gener de 1927 a la Sala de concerts Mozart de Moscou. El va dedicar al seu amic i poeta Vladimir Kurtxavov.

## Estructura
L'obra té 2 moviments amb una durada aproximada d'11 minuts:
1. Prelude en do menor (Adagio)
2. Scherzo en sol menor (Allegro molto – Moderato – Allegro)